# Aeroportul Thomas P. Stafford
Aeroportul Thomas P. Stafford (IATA: OJA, ICAO: KOJA, FAA LID: OJA) este un aeroport din Oklahoma, Statele Unite ale Americii ce deservește zona Weatherford⁠(d). Aeroportul a fost tranzitat în 2019 de 4 pasageri.
Situat la o altitudine de 489 m, aeroportul dispune de 1 pistă.

## Infrastructură

### Piste
Aeroportul dispune de o singură pistă. Pista 17/35 are suprafața de beton și dimensiunile 5.100 picioare × 75 picioare. 